# Smiješno lice (1957.)
Smiješno lice (eng. Funny Face) američki je glazbeni film iz 1957. sa skladbama iz istoimenog broadwayjskog mjuzikla iz 1927. Georgea i Ire Gershwina. Film je režirao Stanley Donen. U glavnoj se ulozi pojavljuje Audrey Hepburn kao Jo, sramežljiva blagajnica u knjižari i filozof-amater, koju otkriva slavni modni fotograf kojeg glumi Fred Astaire.
Jo se uskoro nađe na velikom modnom događaju u Parizu gdje procvjeta romantika. Radnja filmske verzije drastično se razlikuje od broadwayjskog mjuzikla, iako su im zajedničke mnoge pjesme. Radnja filma zapravo je prilagodba drugog broadwayjskog mjuzikla, Svadbena zvona (Wedding Bells) Leonarda Gershea. Originalni naslov filma bio je "Wedding Day".
Hepburn u ovom filmu izvodi jedan solo, "How Long Has This Been Going On?"; duet s Astaireom, "S'Wonderful"; duet s Kay Thompson "On How to be Lovely"; a sudjeluje i u izvedbi skladbe "Bonjour, Paris". Poslužilo joj je i njezino plesno umijeće, ne samo u dvije plesne točke koje je izvela s Astaireom, nego i u solo boemskom plesu u noćnom klubu koji se često prikazuje tijekom retrospektiva njezine karijere.
Astaire se tada već približavao kraju svoje filmske karijere u drugom od tri uzastopna glazbena filma s francuskom temom koje je snimio tijekom 1950-ih. 
Hepburn je tvrdila da je inzistirala na Astaireu kao preduvjetu za njezino sudjelovanje u filmu. Thompson, koja je obično radila iza scene, kao glazbeni urednik filmova, pojavljuje se kao Maggie Prescott, urednica modnog časopisa. Osim dueta s Hepburn, sama je izvela pjesmu "Think Pink!", a Thompson i Astaire izveli su komični plesni duet na skladbu "Clap Yo' Hands".

## Radnja
Astaire glumi fotografa Dicka Averyja kojeg njegova nadređena, urednica modnog časopisa Maggie Prescott (Kay Thompson), pošalje da otkrije "novo lice". Dicku ne treba dugo da otkrije Jo (Audrey Hepburn), blagajnicu u knjižari u Greenwich Villageu. Dick ponudi Jo blistavu karijeru, i uskoro se nađu u Parizu gdje ona postaje najtraženiji model modnog svijeta.
Dick se usput zaljubljuje u Jo i trudi se odvratiti je od intelektualaca kao što je na primjer profesor Emile Flostre (Michel Auclair).

## Glavne uloge
- Audrey Hepburn: Jo Stockton
- Fred Astaire: Dick Avery
- Kay Thompson: Maggie Prescott
- Michel Auclair: Prof. Emile Flostre
- Robert Flemyng: Paul Duval

## Glazba
- Funny Face, tekst Ire Gershwina, glazba Georgea Gershwina; izvodi Fred Astaire
- Think Pink, tekst Leonarda Gershea, glazba Rogera Edensa; izvodi Kay Thompson
- How Long Has This Been Going On?, tekst Ire Gershwina, glazba Georgea Gershwina; izvodi Audrey Hepburn
- Bonjour Paris, tekst i glazba Rogera Edensa i Leonarda Gershea
- Let's Kiss And Make Up, tekst Ire Gershwina, glazba Georgea Gershwina; izvodi Fred Astaire
- He Loves And She Loves, tekst Ire Gershwina, glazba Georgea Gershwina
- On How To Be Lovely, tekst i glazba Rogera Edensa; izvode Kay Thompson i Audrey Hepburn
- Clap Yo' Hands, tekst Ire Gershwina, glazba Georgea Gershwina; izvode Fred Astaire i Kay Thompson
- 'S Wonderful, tekst Ire Gershwina, glazba Georgea Gershwina
- Marche funèbre, tekst i glazba Rogera Edensa

## Zanimljivosti
Lik koji tumači Fred Astaire temelji se na fotografu Richardu Avedonu. Upravo je Avedon napravio najveći dio fotografija za ovaj film.

## Vanjske poveznice
- Smiješno lice u internetskoj bazi filmova IMDb-a